# Conceveiba macrostachys
Espèce
Synonymes
- Conceveiba africana D.W.Thomas[2]
- Conceveiba macrostachys Breteler[2]

Statut de conservation UICN

 NT  : Quasi menacé
Conceveiba macrostachys est une espèce de plantes à fleurs de la famille des Euphorbiaceae.

## Publication originale
- Bulletin du Jardin Botanique National de Belgique 62: 192. 1993.